# MIUI
MIUI (uitgesproken als "Me, You, I", ofwel "Ik, Jij, Ik") is aangepaste firmware voor Android smartphones en tablets. MIUI is ontwikkeld door onder meer Xiaomi  en is gebaseerd op het opensourcebesturingssysteem Android. MIUI heeft ten opzichte van Android een aangepast uiterlijk, een samensmelting van Samsungs TouchWiz en Apples iOS. MIUI heeft in het bijzonder een functie wat andere Android-systemen niet hebben, namelijk een volledig veranderbaar uiterlijk.

## MIUI for Pad
MIUI for Pad, ook wel bekend als MIUI voor tablets, is een aangepaste versie van Xiaomi's populaire MIUI-besturingssysteem speciaal ontworpen voor tablets. Het biedt een groot aantal functies en opties specifiek afgestemd op het gebruik met tablet, zoals een aangepaste interface voor grotere schermen, digitale pen support en betere multitaskfeatures. Het systeem is gebaseerd op Android en biedt soepele en snelle prestaties, samen met een grote hoeveelheid aan instellingen en opties. MIUI for Pad wordt momenteel ondersteund op een selectie van Xiaomi's eigen tablets, zoals de Xiaomi Pad 5 en Redmi Pad.
Tablets van Xiaomi die gelanceerd zijn voor de lancering van de Xiaomi Pad 5 maken géén gebruik van MIUI for Pad. Deze tablets maken gebruik van het reguliere MIUI.

## Overige versies
Buiten de reguliere versie van MIUI worden ook aangepaste MIUI versies aangeboden aan losstaande merken. Vaak maakten deze merken vroeger deel uit van Xiaomi, en zijn deze nu losstaand, zoals de merken "POCO" en "BlackShark".
MIUI for POCO is een aangepaste versie van MIUI die specifiek is ontworpen voor POCO-telefoons. Deze versie van MIUI biedt een snellere en efficiëntere ervaring dan de standaardversie van MIUI. Tevens wordt het vaak gezien als minder stabiel vergeleken met het reguliere MIUI.
BlackShark's JoyUI is een aangepaste versie van MIUI die specifiek is ontworpen voor BlackShark-telefoons. Deze versie van MIUI is gericht op gaming en biedt verschillende features die speciaal zijn ontworpen voor gamers, zoals een Game Dock waarmee gebruikers snel toegang hebben tot hun favoriete games (vergelijkbaar met Xiaomi's eigen Game Space). Ook zijn er designaanpassingen, zoals andere iconen, lettertypes en kleuren.
In het algemeen bieden beide aangepaste versies van MIUI een vergelijkbare ervaring voor de gebruikers maar zijn ze gericht op specifieke doelgroepen (POCO voor snelheid en efficiëntie, JoyUI voor gaming).

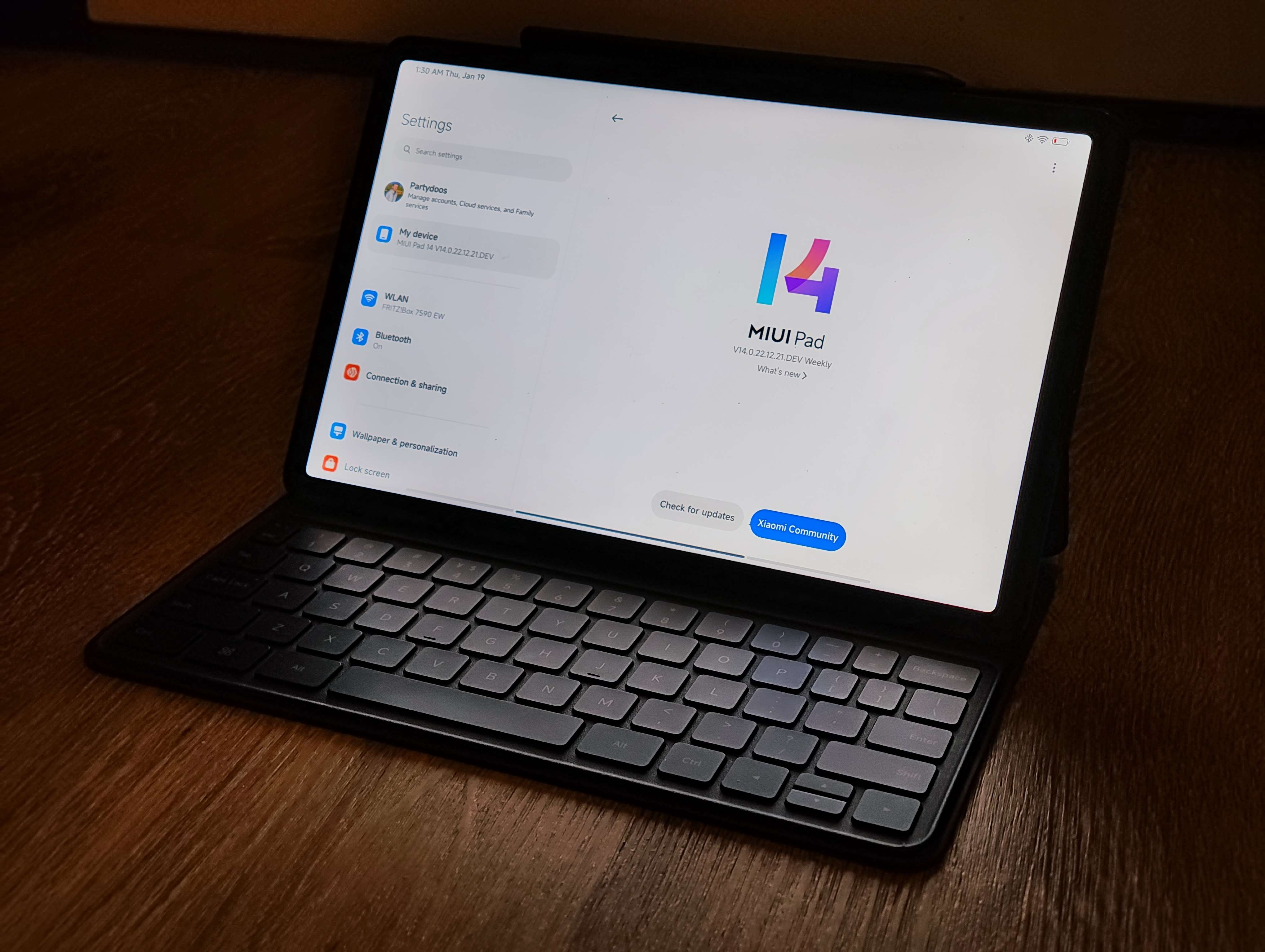
Tablet van Xiaomi met MIUI 14 for Pad

## Ontwikkeling
De originele ROMs van MIUI waren gebaseerd op Android 2.2.x en CyanogenMod 6 en deze ROMs zijn geheel in het Mandarijn. Xiaomi had voor de gebruikerservaring ook nog apps toegevoegd zoals Notities, Backup, Muziek en Galerij. De updates van MIUI verschijnen meestal op een vrijdag, bijgenaamd "Orange" Friday.